# BJJ Clubes de 2024
O BJJ Clubes de 2024 foi a primeira temporada do Campeonato Brasileiro de Jiu-jítsu disputado por equipes de futebol, também conhecido como "Brasileirão de Jiu-jítsu", organizado por Dedé Pederneiras, líder da Academia Nova União. Foi disputado na Upper Arena, no Rio de Janeiro, entre os dias 22 de setembro e 15 de dezembro.
O campeão da edição inaugural foi o Botafogo, ao derrotar o Cruzeiro por 5–2 na final.

## Regulamento
O BJJ Clubes de 2024 teve quatro etapas, a primeira delas com quatro clubes, e a segunda, com outros quatro agremiações. Os quatro classificados das etapas anteriores disputaram as semifinais. A quarta e última etapa contou com a final e a disputa do terceiro lugar. Para se classificar, cada clube precisa vencer uma etapa melhor de quatro disputas.
As disputas tiveram duração de seis minutos. A organização optou por um tempo de luta menor do que o usual para tornar os combates mais dinâmicos. As ordens do árbitro foram dadas em inglês, como “Fight!”, “Stop!” e “Foul!”, seguindo o padrão internacional. Os atletas masculinos competem em cinco categorias (até 60kg, até 70kg, até 80kg, até 90kg e mais de 90kg), enquanto as categorias femininas são até 65kg e mais de 65kg.
O campeão embolsa a premiação de R$ 150 mil, com o vice-campeão recebendo R$ 70 mil e o terceiro colocado ganhando o prêmio de R$ 30 mil.

## Resultados
|  | Quartas de final | Quartas de final    | Quartas de final |          |             | Semifinais  | Semifinais                  | Semifinais                  |                             |  | Final | Final       | Final |
|  |                  |                     |                  |          |             |             |                             |                             |                             |  |       |             |       |
|  | 1                | Fortaleza           | 3                |          |             |             |                             |                             |                             |  |       |             |       |
|  | 2                | Camboriú            | 4                |          |             |             |                             |                             |                             |  |       |             |       |
|  | 2                | Camboriú            | 4                |          | 1           | Camboriú    | 2                           |                             |                             |  |       |             |       |
|  |                  |                     |                  |          | 1           | Camboriú    | 2                           |                             |                             |  |       |             |       |
|  |                  | 2                   | Botafogo         | 5        |             |             |                             |                             |                             |  |       |             |       |
|  | 3                | 2                   | Botafogo         | 5        | Ferroviária | 2           |                             |                             |                             |  |       |             |       |
|  | 3                |                     |                  |          | Ferroviária | 2           |                             |                             |                             |  |       |             |       |
|  | 4                | Botafogo            | 5                |          |             |             |                             |                             |                             |  |       |             |       |
|  |                  |                     |                  |          |             |             |                             |                             |                             |  | 1     | Botafogo    | 5     |
|  |                  |                     | 2                | Cruzeiro | 2           |             |                             |                             |                             |  |       |             |       |
|  | 5                | Corinthians         | 4                |          |             |             |                             |                             |                             |  |       |             |       |
|  | 6                | Sobradinho          | 3                |          |             |             |                             |                             |                             |  |       |             |       |
|  | 6                | Sobradinho          | 3                |          | 3           | Corinthians | 3                           |                             |                             |  |       |             |       |
|  |                  |                     |                  |          | 3           | Corinthians | 3                           |                             |                             |  |       |             |       |
|  |                  | 4                   | Cruzeiro         | 4        |             |             | Disputa pelo terceiro lugar | Disputa pelo terceiro lugar | Disputa pelo terceiro lugar |  |       |             |       |
|  | 7                | Atlético Goianiense | 3                |          |             |             | 3                           | Camboriú                    | 2                           |  |       |             |       |
|  | 8                | Cruzeiro            | 4                |          |             |             |                             |                             |                             |  | 4     | Corinthians | 5     |